# Sümeyra Koç
Sümeyra Koç (* 27. Februar 1987 in Istanbul) ist eine türkische Schauspielerin.

## Leben und Karriere
Koç wurde am 27. Februar 1987 in Istanbul geboren. Ihre Mutter stammt aus Serbien und ihr Vater kommt aus Montenegro. Sie studierte an der İstanbul Bilgi Üniversitesi. Ihr Debüt gab sie 2013 in der Fernsehserie Galip Derviş. Danach war Koç im selben Jahr in dem Film Şevkat Yerimdar zu sehen. Anschließend trat sie in Sana Bir Sır Vereceğim auf. 2014 spielte sie in der Serie Kurt Seyit ve Şura mit. 
Außerdem wurde Koç 2015 für die Serie Günebakan gecastet. Unter anderem bekam sie eine Rolle in dem Film Saruhan. Ihren Durchbruch hatte Koç in Fazilet Hanım ve Kızları. Von 2021 bis 2022 bekam sie in Bir Zamanlar Kıbrıs eine Nebenrolle.

## Filmografie
Filme
- 2013: Şevkat Yerimdar
- 2015: Saruhan

Serien
- 2010–2014: Lale Devri
- 2013: Galip Derviş
- 2013–2014: Sana Bir Sır Vereceğim
- 2014: Kurt Seyit ve Şura
- 2014: Otel Divane
- 2015: Günebakan
- 2015: Kara Kutu
- 2015–2017: Kiralık Aşk
- 2017–2018: Fazilet Hanım ve Kızları
- 2021: Sen Çal Kapımı
- 2021–2022: Bir Zamanlar Kıbrıs